# الاكميتين (ماوية)

تعديل مصدري - تعديل

الاكميتين  هي إحدى قرى مديرية ماوية بمحافظة تعز اليمنية، بلغ تعداد سكانها 73 نسمة حسب التعداد السكاني في اليمن في 2004.